# Gabrielle Carle
Gabrielle Carle (Ciudad de Quebec, Quebec; 12 de octubre de 1998) es una futbolista canadiense que juega como defensa para  Washington Spirit y la selección de Canadá.

## Primeros años
Empezó a jugar fútbol cuándo tenía cinco años en AS Chaudière-Est en Lévis. Asistió a la "École secondaire des Sources" en Montreal en el programa de estudios deportivos.
En 2015, fue nombrada la mejor jugadora júnior de la provincia de Quebec y la mejor jugadora de Quebec en 2016.
En 2017, se comprometió con la Universidad Estatal de Florida, donde jugó para el equipo de fútbol femenino. El 10 de noviembre en la primera ronda del NCAA Women’s Soccer Championship marcó su primer gol en el minuto 86 contra Ole miss. En 2018, ayudó al FSU a ganar el Campeonato de primera división de la NCAA.

## Carreras en clubes y univerisades
En 2015, jugó con el Quebec Dynamo ARSQ en la USL W-Liga. En 2018, regresó al Dynamo de Quebec, ahora en la liga semi-profesional PLSQ.

## Carrera internacional
En 2013, a la edad de 14 años fue invitada a un campamento de formación para la selección sub-17 de Canadá. Al año siguiente,  jugó en la selección sub-20 equipo en la Copa mundial Sub-20, jugando los cuatro partidos en los que participó Canadá. En 2015, fue convocada a los Juegos Panamericanos de Toronto 2015, donde estuvo presente en los cinco partidos que disputó la selección canadiense, donde obtuvo el cuarto lugar 
Debutó para el Selección Absoluta el 9 de diciembre de 2015 contra México. Marcó su primer gol para Canadá en la victoria por 10–0 contra Guatemala en el Preolímpico Femenino de Concacaf de 2016
Jugó todos los partidos completos en la Copa Mundial Femenina de Fútbol Sub-20 de 2016, marcando contra Nigeria. Fue convocada como suplente para los Juegos Olímpicos de 2016, donde el Canadá ganó una medalla de bronce.
En 2018 fue la capitana de la selección sub-20 para el Campeonato Femenino Sub-20 de la Concacaf de 2018, donde anotó dos goles en la fase de grupos y también ante México en la semifinales, donde Canadá perdería en la tanda de penaltis.
En mayo de 2019 fue convocada para Copa mundial de 2019. En 2021, fue convocada para los juegos olímpicos de Tokio 2020, donde Canadá ganaría la medalla de oro.